# Base Naval de Ponta Delgada
A Base Naval de Ponta Delgada (Naval Base 13 – Mid-Atlantic Naval Base Ponta Delgada) foi criada em meados de 1917 pelos Estados Unidos, no contexto do esforço da Grande Guerra, como ponto de reabastecimento de combustível e víveres e como local de reparação de emergência para os navios americanos que cruzavam o Atlântico. Com o crescer da guerra submarina, a base também assumiu um importante papel de protecção aos navios que navegavam na zona.
A Base consistia num conjunto de instalações no porto de Ponta Delgada, que incluíam o recentemente demolido Hangar da Marinha, algumas batarias de defesa costeira instaladas na Mãe de Deus e em Santa Clara, e o comando naval instalado na residência dos Hickling (hoje o Hotel São Pedro). Na fase inicial o pessoal militar americano ficou alojado em tendas instaladas na antiga Mata da Doca, em Santa Clara.
Aquando da sua instalação a Base foi visitada pelo Sub-Secretário da Marinha dos Estados Unidos, Franklin Delano Roosevelt, depois Presidente dos Estados Unidos.
A base teve como primeiro e único comandante o contra-almirante Herbert Owar Dunn, que justamente se celebrizou no apoio à população civil durante a epidemia de gripe que grassou na ilha de São Miguel no inverno de 1918 (matou mais de 2000 pessoas, na maioria jovens).
Na manhã de 4 de Julho de 1917 a Base foi bombardeada por um submarino alemão que se havia aproximado do molhe do porto. O ataque foi repelido pelo fogo do navio auxiliar americano U.S.S. Orion que se encontrava surto no porto para reparações. Do ataque resultou a morte de uma jovem na Fajã de Baixo e danos ligeiros em algumas habitações.
Para além de uma companhia de fuzileiros navais (Marines) com cerca de 200 homens (11 oficiais e 188 sargentos e praças), a Base Naval de Ponta Delgada alojou um destacamento de submarinos americanos e uma esquadrilha de hidroaviões, os primeiros a ser enviados para fora dos Estados Unidos (Outubro de 1917) para participar na Grande Guerra.
Reconhecendo a importância geo-estratégica dos Açores para a segurança da travessia do Atlântico entre a América e o Mediterrâneo, foram enviados para Ponta Delgada quatro submarinos da classe K (USS K-1 (SS-32), USS K-2 (SS-33), USS K-5 (SS-36) e USS K-6 (SS-37)), apoiados pelo navio de suporte a submarinos  USS Bushnell (AS-2) com o objectivo de criar uma zona de exclusão de navios inimigos com 300 milhas náuticas de raio, centrada em Ponta Delgada. A força deixou a United States Naval Submarine Base em New London/Groton, Connecticut, a 12 de Outubro de 1917, escalou Provincetown, Cape Cod, Massachussets, e Halifax, Nova Escócia, chegando a Ponta Delgada duas semanas depois. Permaneceu em Ponta Delgada cerca de um ano sem nunca entrar em combate.
A esquadrilha de hidroaviões fazia parte da First Marine Aeronautic Company, tendo sido também a primeira unidade completa de aviação a prestar serviço fora dos Estados Unidos no contexto da Grande Guerra. Comandada pelo capitão Francis T. Evans, a unidade, consistindo de 12 oficiais e 133 sargentos e praças, saiu dos Estados Unidos a 7 de Dezembro de 1917, tendo chegado a Ponta Delgada a 21 de Janeiro de 1918, com a missão de patrulhar as águas em torno dos Açores e colaborar com a força de submarinos na manutenção da zona de exclusão. A esquadrilha operava 10 hidroaviões R-6, 2 hidroaviões N-9, e, mais tarde, 6 hidroaviões pesados HS-2-L. A esquadrilha foi comandada entre 9 de Janeiro e 18 de Julho de 1918 pelo capitão (depois major) Francis T. Evans, e entre 19 de Julho de 1918 e 20 de Janeiro de 1919 pelo major David L. S. Brewster.
Após o termo da guerra, a 10 de Dezembro de 1918, o navio que transportava o Presidente Woodrow Wilson para as conversações de paz na Europa passou frente ao molhe da cidade, sendo saudado pelas tropas da Base.
A Base Naval de Ponta Delgada foi desmantelada em Janeiro de 1919, passando o Hangar da Marinha e parte dos hidroaviões para a posse da Armada portuguesa. A esquadrilha de hidroaviões foi a última a abandonar a Base, recebendo ordem de partida a 24 de Janeiro de 1919. Foram os primeiros aviões a operar regularmente nos Açores.
Enquanto unidade militar de reabastecimento, a Base Naval de Ponta Delgada foi o antecessor directo do actual depósito POL-NATO de Ponta Delgada, sendo a primeira presença militar norte-americana nos Açores (a que se seguiu a criação da Base de Santa Maria (1944-1946) e das Lajes (1946 à actualidade).